# Kup na Makedonija 2017-2018
La Coppa di Macedonia 2017-2018 (in macedone Куп на Македонија, Kup na Makedonija) è stata la ventiseiesima edizione del torneo. La competizione è iniziata il 16 agosto 2017 ed è terminata il 23 maggio 2018. Il Pelister era la squadra campione in carica. Lo Škendija ha vinto il titolo per la seconda volta nella sua storia.

## Primo turno
| Squadra 1         | Risultato       | Squadra 2       |
| ----------------- | --------------- | --------------- |
| 16 agosto 2017    |                 |                 |
| Nova              | 0 - 6           | Brera Strumica  |
| Borec             | 4 - 0           | Vlazrimi Kičevo |
| Kožuf             | 1 - 1 (7-6 dcr) | Novaci          |
| Vardar Negotino   | 3 - 5           | Gorno Lisiče    |
| Belasica          | 1 - 3           | Pelister        |
| Plačkovica        | 0 - 4           | Pobeda          |
| Osogovo Kočani    | 1 - 2           | Bregalnica Štip |
| Mogila            | 0 - 6           | Sileks Kratovo  |
| Struga            | 1 - 0           | Makedonija G.P. |
| Ohrid             | 0 - 3           | Skopje          |
| Zajazi            | 2 - 4           | Shkupi          |
| Teteks            | 2 - 1           | Turnovo         |
| Tikveš Kavadarci  | 0 - 1           | Renova          |
| 30 agosto 2017    |                 |                 |
| Gostivar          | 0 - 2           | Škendija        |
| 31 agosto 2017    |                 |                 |
| Lokomotiva Skopje | 1 - 4           | Vardar          |

## Ottavi di finale
| Squadra 1                           | Totale          | Squadra 2      | Andata | Ritorno |
| ----------------------------------- | --------------- | -------------- | ------ | ------- |
| 13 settembre 2017 / 17 ottobre 2017 |                 |                |        |         |
| Kožuf                               | 4 – 5           | Teteks         | 2 – 2  | 2 – 3   |
| 13 settembre 2017 / 18 ottobre 2017 |                 |                |        |         |
| Renova                              | 5 – 4           | Struga         | 3 – 2  | 2 – 2   |
| Rabotnički                          | 2 – 2 (2-3 dtr) | Škendija       | 1 – 1  | 1 – 1   |
| Bregalnica Štip                     | 3 – 8           | Pobeda         | 2 – 3  | 1 – 5   |
| Pelister                            | 7 – 3           | Borec          | 4 – 2  | 3 – 1   |
| Skopje                              | 6 – 0           | Gorno Lisiče   | 3 – 0  | 3 – 0   |
| Sileks Kratovo                      | 1 – 5           | Brera Strumica | 1 – 0  | 0 – 5   |
| 30 novembre 2017 / 17 dicembre 2017 |                 |                |        |         |
| Vardar                              | 3 – 1           | Shkupi         | 1 – 1  | 2 – 0   |

## Quarti di finale
| Squadra 1                          | Totale | Squadra 2      | Andata | Ritorno |
| ---------------------------------- | ------ | -------------- | ------ | ------- |
| 8 novembre 2017 / 29 novembre 2017 |        |                |        |         |
| Teteks                             | 1 – 6  | Brera Strumica | 0 – 2  | 1 – 4   |
| Renova                             | 4 – 1  | Skopje         | 2 – 0  | 2 – 1   |
| Pelister                           | 7 – 4  | Pobeda         | 5 – 2  | 2 – 2   |
| 21 febbraio 2018 / 7 marzo 2018    |        |                |        |         |
| Vardar                             | 1 – 5  | Škendija       | 1 – 1  | 0 – 4   |

## Semifinali
| Squadra 1                      | Totale          | Squadra 2      | Andata | Ritorno |
| ------------------------------ | --------------- | -------------- | ------ | ------- |
| 14 marzo 2018 / 11 aprile 2018 |                 |                |        |         |
| Pelister                       | 3 – 3 (3-2 dtr) | Brera Strumica | 2 – 1  | 1 – 2   |
| Škendija                       | 3 – 1           | Renova         | 1 – 1  | 2 – 0   |

## Finale
| Arbitro: | Markoski |

|  |           |                             |
|  | Marcatori | 20’, 72’ Musliu 52’ Ibraimi |